# Eden Park
O Eden Park é um estádio multiuso localizado na cidade de Auckland, na Nova Zelândia. Oficialmente inaugurado em 1900 para abrigar jogos de críquete, o estádio passou a sediar jogos de rugby em 1913, além de partidas de futebol da Seleção Neozelandesa de Futebol Feminino desde sua estreia nos gramados em 1991. É o maior estádio do país em capacidade de público, porém esta costuma variar com a colocação e retirada de assentos temporários, chegando a 60 000 espectadores em partidas de rugby, 50 000 em partidas de futebol e 42 000 em partidas de críquete.

## Histórico
O local tem sido usado para partidas desde 1900, inicialmente para jogos de críquete, em 1913 começou a ser utilizado para rugby.
Foi utilizado como estádio nos Jogos do Império Britânico de 1950,  e foi palco da final da primeira Copa do Mundo de Rugby em 1987 e da final da copa de 2011.
Recebeu a partida de estreia da Seleção Neozelandesa de Futebol Feminino e a cerimônia de abertura, além de outros jogos da fase de grupos, oitavas e quartas de final e a semifinal da Copa do Mundo de Futebol Feminino de 2023.